# BIND
BIND（バインド、Berkeley Internet Name Domain、以前の呼名はBerkeley Internet Name Daemon）はインターネットでもっとも利用されている
DNSサーバである。Unix系システムにおいては特にその傾向が著しい。現在はISCによって開発・サポートされているが、元はポール・ヴィクシーがDECに在籍中の1988年に作り上げたソフトウェアである。
現在使われているBIND9は、それまでの古いバージョン、BIND4、BIND8のコードが保守しづらくなったことと、DNSSEC(DNS Security Extensions)への対応のためにゼロから書き起こされ、2000年にリリースされた。BIND9の特徴としては、TSIG、DNS notify、nsupdate、IPv6、rndc flush、view、マルチプロセッサのサポート、そしてアーキテクチャーの移植性の向上がある。

## 歴史
BINDは元々80年代の初期にDARPAの資金で開発されていたものだった。1980年代の中頃にDECの社員がBINDの開発を引き継いだ。開発を引き継いだ社員の一人がポール・ヴィクシーであり、DECを離れた後もBINDの開発を続けたのだった。彼はやがてISCの立ち上げに関わるようになり、そのISCがBINDのメンテナンスに責任を持つようになるのである。
BIND9の開発は民間および軍の両方と契約の元に行なわれている。ほとんどのBIND9の機能は、BINDがマイクロソフトのDNSと競争力を持つソフトであり続けることを望むUNIXベンダーの出資で実現したものであるが、DNSSECの機能はDNSのセキュリティを重視する米軍の出資によるものである。
2009年にISCは新しくBIND10を開発すると発表した。また、BIND10マスコット選定委員会により、マスコットBundyが選定されたりもした。2013年2月21日には初版であるBIND 10 1.0.0がリリースされたものの、その後の開発は難航。2017年2月に今後はBIND9をリファクタリングしていくとのアナウンスを行い、事実上スクラッチから再開発していくことを断念したことを表明した。現在はBIND9がメンテナンスされ続けている。